# Shanghai Masters 2017 - Qualificazioni singolare
Le qualificazioni del singolare dello Shanghai Masters 2017 sono state un torneo di tennis preliminare per accedere alla fase finale della manifestazione. I vincitori dell'ultimo turno sono entrati di diritto nel tabellone principale. In caso di ritiro di uno o più giocatori aventi diritto a questi sono subentrati i lucky loser, ossia i giocatori che hanno perso nell'ultimo turno ma che avevano una classifica più alta rispetto agli altri partecipanti che avevano comunque perso nel turno finale.

## Teste di serie
1. Aleksandr Dolhopolov (qualificato)
2. Leonardo Mayer (ultimo turno)
3. Borna Ćorić (primo turno)
4. Donald Young (ultimo turno)
5. Nikoloz Basilašvili (qualificato)
6. Lu Yen-hsun (ultimo turno)
7. Florian Mayer (primo turno)

1. Peter Gojowczyk (primo turno)
2. Jordan Thompson (qualificato)
3. Frances Tiafoe (qualificato)
4. Dušan Lajović (qualificato)
5. Jérémy Chardy (qualificato)
6. Vasek Pospisil (ultimo turno)
7. Malek Jaziri (ultimo turno)

## Qualificati
1. Aleksandr Dolhopolov
2. Frances Tiafoe
3. Jordan Thompson
4. Dušan Lajović

1. Nikoloz Basilašvili
2. Stefanos Tsitsipas
3. Jérémy Chardy

## Tabellone

### Legenda
| - Q = Qualificato - WC = Wild card - LL = Lucky loser | - ALT = Alternate - SE = Special Exempt - PR = Protected Ranking | - w/o = Walkover - r = Ritirato - d = Squalificato |

### Sezione 1
|  | Primo turno | Primo turno          | Primo turno          | Primo turno | Primo turno |  |  | Ultimo turno | Ultimo turno         | Ultimo turno         | Ultimo turno | Ultimo turno |  |
|  |             |                      |                      |             |             |  |  |              |                      |                      |              |              |  |
|  | 1           | Aleksandr Dolhopolov | Aleksandr Dolhopolov | 7           | 6           |  |  |              |                      |                      |              |              |  |
|  |             | Nicolás Jarry        | Nicolás Jarry        | 6(1)        | 3           |  |  | 1            | Aleksandr Dolhopolov | Aleksandr Dolhopolov | 7            | 7            |  |
|  |             | Michail Južnyj       | Michail Južnyj       | 2           | 4           |  |  | 14           | Malek Jaziri         | Malek Jaziri         | 64           | 5            |  |
|  | 14          | Malek Jaziri         | Malek Jaziri         | 6           | 6           |  |  |              |                      |                      |              |              |  |

### Sezione 2
|  | Primo turno | Primo turno         | Primo turno    | Primo turno | Primo turno |  |  | Ultimo turno | Ultimo turno   | Ultimo turno | Ultimo turno | Ultimo turno |  |
|  |             |                     |                |             |             |  |  |              |                |              |              |              |  |
|  | 2           | Leonardo Mayer      | 7              | 3           | 7           |  |  |              |                |              |              |              |  |
|  |             | Serhij Stachovs'kyj | 62             | 6           | 65          |  |  | 2            | Leonardo Mayer | 6            | 4            | 4            |  |
|  | WC          | Zhang Zhizhen       | Zhang Zhizhen  | 4           | 4           |  |  | 10           | Frances Tiafoe | 4            | 6            | 6            |  |
|  | 10          | Frances Tiafoe      | Frances Tiafoe | 6           | 6           |  |  |              |                |              |              |              |  |

### Sezione 3
|  | Primo turno | Primo turno     | Primo turno     | Primo turno | Primo turno |  |  | Ultimo turno | Ultimo turno    | Ultimo turno    | Ultimo turno | Ultimo turno |  |
|  |             |                 |                 |             |             |  |  |              |                 |                 |              |              |  |
|  | 3           | Borna Ćorić     | Borna Ćorić     | 68          | 4           |  |  |              |                 |                 |              |              |  |
|  |             | Henri Laaksonen | Henri Laaksonen | 7           | 6           |  |  |              | Henri Laaksonen | Henri Laaksonen | 2            | 3            |  |
|  | WC          | Bai Yan         | Bai Yan         | 3           | 1           |  |  | 9            | Jordan Thompson | Jordan Thompson | 6            | 6            |  |
|  | 9           | Jordan Thompson | Jordan Thompson | 6           | 6           |  |  |              |                 |                 |              |              |  |

### Sezione 4
|  | Primo turno | Primo turno    | Primo turno    | Primo turno | Primo turno |  |  | Ultimo turno | Ultimo turno  | Ultimo turno  | Ultimo turno | Ultimo turno |  |
|  |             |                |                |             |             |  |  |              |               |               |              |              |  |
|  | 4           | Donald Young   | Donald Young   | 6           | 6           |  |  |              |               |               |              |              |  |
|  |             | Peter Polansky | Peter Polansky | 1           | 4           |  |  | 4            | Donald Young  | Donald Young  | 3            | 2            |  |
|  |             | Tarō Daniel    | 1              | 7           | 2           |  |  | 11           | Dušan Lajović | Dušan Lajović | 6            | 6            |  |
|  | 11          | Dušan Lajović  | 6              | 65          | 6           |  |  |              |               |               |              |              |  |

### Sezione 5
|  | Primo turno | Primo turno         | Primo turno         | Primo turno | Primo turno |  |  | Ultimo turno | Ultimo turno        | Ultimo turno | Ultimo turno | Ultimo turno |  |
|  |             |                     |                     |             |             |  |  |              |                     |              |              |              |  |
|  | 5           | Nikoloz Basilašvili | Nikoloz Basilašvili | 6           | 7           |  |  |              |                     |              |              |              |  |
|  | WC          | Sun Fajing          | Sun Fajing          | 3           | 63          |  |  | 5            | Nikoloz Basilašvili | 7            | 2            | 6            |  |
|  |             | Taylor Fritz        | Taylor Fritz        | 3           | 65          |  |  | 13           | Vasek Pospisil      | 67           | 6            | 3            |  |
|  | 13          | Vasek Pospisil      | Vasek Pospisil      | 6           | 7           |  |  |              |                     |              |              |              |  |

### Sezione 6
|  | Primo turno | Primo turno        | Primo turno        | Primo turno | Primo turno |  |  | Ultimo turno | Ultimo turno       | Ultimo turno | Ultimo turno | Ultimo turno |  |
|  |             |                    |                    |             |             |  |  |              |                    |              |              |              |  |
|  | 6           | Lu Yen-hsun        | Lu Yen-hsun        | 7           | 6           |  |  |              |                    |              |              |              |  |
|  | WC          | Te Rigele          | Te Rigele          | 5           | 3           |  |  | 6            | Lu Yen-hsun        | 7            | 62           | 4            |  |
|  |             | Stefanos Tsitsipas | Stefanos Tsitsipas | 6           | 7           |  |  |              | Stefanos Tsitsipas | 5            | 7            | 6            |  |
|  | 8           | Peter Gojowczyk    | Peter Gojowczyk    | 3           | 64          |  |  |              |                    |              |              |              |  |

### Sezione 7
|  | Primo turno | Primo turno     | Primo turno   | Primo turno | Primo turno |  |  | Ultimo turno | Ultimo turno  | Ultimo turno  | Ultimo turno | Ultimo turno |  |
|  |             |                 |               |             |             |  |  |              |               |               |              |              |  |
|  | 7           | Florian Mayer   | Florian Mayer | 1           | 64          |  |  |              |               |               |              |              |  |
|  |             | Radu Albot      | Radu Albot    | 6           | 7           |  |  |              | Radu Albot    | Radu Albot    | 1            | 6            |  |
|  |             | Thiago Monteiro | 7             | 3           | 4           |  |  | 12           | Jérémy Chardy | Jérémy Chardy | 6            | 7            |  |
|  | 12          | Jérémy Chardy   | 611           | 6           | 6           |  |  |              |               |               |              |              |  |